# Pascale Dorcelus
Pascale Dorcelus (27 de dezembro de 1979) é uma halterofilista canadense.
Dorcelus participou dos Jogos da Commonwealth de 2002, realizados em Manchester, na Inglaterra, conquistando a medalha de ouro na modalidade arranco até 63 kg e uma medalha de bronze no total até 63 kg.
No Campeonato Mundial de Halterofilismo de 2003, em Vancouver, no Canadá, a atleta não obteve sucesso em sua primeira tentativa no arranque, com 82,5 kg, e abandonou a competição.
Em 2004, Dorcelus participou do Campeonato Pan-Americano em Cáli, na Colômbia, onde conseguiu uma medalha de ouro no arranco e uma medalha de bronze no total, na categoria até 63 kg.